# Zbigniew Doda
Zbigniew Doda (* 22. Februar 1931 in Posen; † 8. Februar 2013 ebenda) war ein polnischer Schachspieler.

## Leben
Zbigniew Doda erhielt 1964 von der FIDE den Titel Internationaler Meister verliehen. Er gewann die Polnische Meisterschaft in den Jahren 1964 und 1967. Für die polnische Nationalmannschaft spielte er an verschiedenen Brettern bei sieben Schacholympiaden: 1960, 1962, 1964, 1966, 1968, 1970 und 1974; davon 1964 in Tel Aviv am Spitzenbrett, außerdem nahm er an der Mannschaftseuropameisterschaft 1973 in Bath teil.
Vereinsschach spielte Doda ab Ende der 1960er Jahre für die Mannschaft von KS Lech Poznań, mit der er 1987 polnischer Mannschaftsmeister wurde, vorher war er für ZS Spójnia Poznań, KKS Hetman Wrocław und LKS Pogoń Wrocław aktiv.

## Turniererfolge
- Hochofen-B-Turnier Wijk aan Zee 1968: 1.–3. Platz
- Constanța 1969: 2. Platz
- Rubinstein Memorial 1975: 3. Platz